# Эдельсгруб
Эдельсгруб (нем. Edelsgrub) — коммуна в Австрии, в федеральной земле Штирия.
Входит в состав округа Грац.  Население составляет 644 человека (на 1 января 2007 года). Занимает площадь 7,12 км².

## Политическая ситуация
Бургомистр коммуны — Инг. Герхард Фукс (АНП) по результатам выборов 2005 года.
Совет представителей коммуны (нем. Gemeinderat) состоит из 9 мест.
- АНП занимает 5 мест.
- местный список: 4 места.